# Coppa del mondo di triathlon del 1992
La Coppa del mondo di triathlon del 1992 (II edizione) è consistita in una serie di dieci gare.
Tra gli uomini hanno vinto a pari punti l'australiano Brad Beven e il canadese Andrew MacMartin. Tra le donne si è aggiudicata la coppa del mondo la statunitense Melissa Mantak.

## Risultati

### Classifica generale

#### Élite Uomini
| Pos. | Nome             | Paese       | Punti |
| ---- | ---------------- | ----------- | ----- |
|      | Brad Beven       | Australia   | -     |
|      | Andrew MacMartin | Canada      | -     |
|      | Garrett McCarthy | Irlanda     | -     |
| 4    | Harold Robinson  | Stati Uniti | -     |
| 5    | Mark Bates       | Canada      | -     |
| 6    | Wes Hobson       | Stati Uniti | -     |
| 7    | Simon Lessing    | Regno Unito | -     |
| 8    | Leandro Macedo   | Brasile     | -     |
| 9    | Bernardo Zetina  | Messico     | -     |
| 10   | Oscar Galíndez   | Argentina   | -     |

#### Élite donne
| Pos. | Nome                 | Paese       | Punti |
| ---- | -------------------- | ----------- | ----- |
|      | Melissa Mantak       | Stati Uniti | -     |
|      | Joanne Ritchie       | Canada      | -     |
|      | Janet Hatfield       | Stati Uniti | -     |
| 4    | Carolyn Hubbard      | Canada      | -     |
| 5    | Béatrice Mouthon     | Francia     | -     |
| 6    | Allison Hamilton     | Irlanda     | -     |
| 7    | Sophie Delemer       | Francia     | -     |
| 8    | María Luisa Martínez | Messico     | -     |
| 9    | Suzanne Nielsen      | Danimarca   | -     |
| 10   | Lucero Vivanco       | Perù        | -     |

### La serie
San Andrés de Cuerquia - Colombia 
10 maggio 1992
| Pos. | Uomini         | Uomini    | Uomini   | Donne            | Donne       | Donne    |
| Pos. | Atleta         | Paese     | Tempo    | Atleta           | Paese       | Tempo    |
| ---- | -------------- | --------- | -------- | ---------------- | ----------- | -------- |
|      | Brad Beven     | Australia | 01:51:49 | Melissa Mantak   | Stati Uniti | 02:06:55 |
|      | Mark Bates     | Canada    | 01:53:29 | Terri Smith-Ross | Canada      | 02:08:04 |
|      | Leandro Macedo | Brasile   | 01:53:51 | Janet Hatfield   | Stati Uniti | 02:09:11 |

Säter - Svezia 
28 giugno 1992
| Pos. | Uomini           | Uomini    | Uomini   | Donne             | Donne       | Donne    |
| Pos. | Atleta           | Paese     | Tempo    | Atleta            | Paese       | Tempo    |
| ---- | ---------------- | --------- | -------- | ----------------- | ----------- | -------- |
|      | Andrew MacMartin | Canada    | 01:54:33 | Melissa Mantak    | Stati Uniti | 02:10:05 |
|      | Garrett McCarthy | Irlanda   | 01:56:17 | Bianca Van Woesik | Australia   | 02:11:47 |
|      | Brad Beven       | Australia | 01:58:36 | Joanne Ritchie    | Canada      | 02:12:20 |

Portaferry - Irlanda 
4 luglio 1992
| Pos. | Uomini           | Uomini    | Uomini   | Donne            | Donne       | Donne    |
| Pos. | Atleta           | Paese     | Tempo    | Atleta           | Paese       | Tempo    |
| ---- | ---------------- | --------- | -------- | ---------------- | ----------- | -------- |
|      | Brad Beven       | Australia | 01:48:18 | Melissa Mantak   | Stati Uniti | 02:04:18 |
|      | Andrew MacMartin | Canada    | 01:48:32 | Terri Smith-Ross | Canada      | 02:05:24 |
|      | Garrett McCarthy | Irlanda   | 01:50:51 | Joanne Ritchie   | Canada      | 02:05:31 |

Mosca - Russia 
12 luglio 1992
| Pos. | Uomini           | Uomini    | Uomini   | Donne             | Donne     | Donne    |
| Pos. | Atleta           | Paese     | Tempo    | Atleta            | Paese     | Tempo    |
| ---- | ---------------- | --------- | -------- | ----------------- | --------- | -------- |
|      | Garrett McCarthy | Irlanda   | 01:57:21 | Isabelle Mouthon  | Francia   | 02:12:12 |
|      | Brad Beven       | Australia | 01:58:18 | Bianca Van Woesik | Australia | 02:15:28 |
|      | Nick Croft       | Australia | 01:58:28 | Carolyn Hubbard   | Canada    | 02:16:40 |

Embrun - Francia 
18 agosto 1992
| Pos. | Uomini         | Uomini      | Uomini   | Donne            | Donne     | Donne    |
| Pos. | Atleta         | Paese       | Tempo    | Atleta           | Paese     | Tempo    |
| ---- | -------------- | ----------- | -------- | ---------------- | --------- | -------- |
|      | Simon Lessing  | Regno Unito | 02:16:56 | Suzanne Nielsen  | Danimarca | 02:42:00 |
|      | Stephen Foster | Australia   | 02:21:15 | Carolyn Hubbard  | Canada    | 02:42:32 |
|      | Scott Molina   | Stati Uniti | 02:22:16 | Allison Hamilton | Irlanda   | 02:43:32 |

Pechino - Cina 
29 agosto 1992
| Pos. | Uomini         | Uomini      | Uomini   | Donne            | Donne     | Donne    |
| Pos. | Atleta         | Paese       | Tempo    | Atleta           | Paese     | Tempo    |
| ---- | -------------- | ----------- | -------- | ---------------- | --------- | -------- |
|      | Jason Harper   | Australia   | 01:50:41 | Jenny Alcorn     | Australia | 02:05:45 |
|      | Stéphan Bignet | Francia     | 01:51:26 | Allison Hamilton | Irlanda   | 02:08:29 |
|      | Brad Kearns    | Stati Uniti | 01:52:46 | Béatrice Mouthon | Francia   | 02:09:02 |

Las Vegas - Stati Uniti d'America 
26 settembre 1992
| Pos. | Uomini         | Uomini      | Uomini   | Donne        | Donne       | Donne    |
| Pos. | Atleta         | Paese       | Tempo    | Atleta       | Paese       | Tempo    |
| ---- | -------------- | ----------- | -------- | ------------ | ----------- | -------- |
|      | Andrew Carlson | Stati Uniti | 02:00:57 | Joy Hansen   | Stati Uniti | 02:19:54 |
|      | Brad Beven     | Australia   | 02:02:11 | Terri Martin | Stati Uniti | 02:19:59 |
|      | Wes Hobson     | Stati Uniti | 02:02:42 | Karen Smyers | Stati Uniti | 02:20:40 |

Monte Carlo - Principato di Monaco 
25 ottobre 1992
| Pos. | Uomini        | Uomini      | Uomini   | Donne           | Donne       | Donne    |
| Pos. | Atleta        | Paese       | Tempo    | Atleta          | Paese       | Tempo    |
| ---- | ------------- | ----------- | -------- | --------------- | ----------- | -------- |
|      | Simon Lessing | Regno Unito | 01:59:48 | Melissa Mantak  | Stati Uniti | 02:16:49 |
|      | Brad Beven    | Australia   | 02:01:49 | Suzanne Nielsen | Danimarca   | 02:19:07 |
|      | Wes Hobson    | Stati Uniti | 02:02:07 | Joanne Ritchie  | Canada      | 02:21:00 |

Salvador - Brasile 
31 ottobre 1992
| Pos. | Uomini           | Uomini      | Uomini   | Donne           | Donne       | Donne    |
| Pos. | Atleta           | Paese       | Tempo    | Atleta          | Paese       | Tempo    |
| ---- | ---------------- | ----------- | -------- | --------------- | ----------- | -------- |
|      | Andrew MacMartin | Canada      | 01:57:50 | Sophie Delemer  | Francia     | 02:14:42 |
|      | Mark Bates       | Canada      | 01:58:12 | Janet Hatfield  | Stati Uniti | 02:15:21 |
|      | Harold Robinson  | Stati Uniti | 01:58:54 | Carolyn Hubbard | Canada      | 02:17:41 |

Ixtapa - Messico 
8 novembre 1992
| Pos. | Uomini           | Uomini      | Uomini   | Donne          | Donne       | Donne    |
| Pos. | Atleta           | Paese       | Tempo    | Atleta         | Paese       | Tempo    |
| ---- | ---------------- | ----------- | -------- | -------------- | ----------- | -------- |
|      | Andrew MacMartin | Canada      | 01:55:21 | Karen Smyers   | Stati Uniti | 02:12:51 |
|      | Oscar Galíndez   | Argentina   | 01:56:07 | Melissa Mantak | Stati Uniti | 02:12:53 |
|      | Harold Robinson  | Stati Uniti | 01:56:32 | Janet Hatfield | Stati Uniti | 02:13:58 |